# اشر هونگ
اشر هونگ (چینی: 湯健華؛ زادهٔ ۲۳ مارس ۲۰۰۴) ژیمناست هنری اهل ایالات متحده آمریکا است.